# Histoire de Rambouillet

Blason de Rambouillet
Les armes de Rambouillet se blasonnent ainsi :
« Parti à dextre de sable au demi sautoir d'argent, qui est d'Angennes, mouvant de partition, à senestre tiercé en fasce, en un d'or au cerf contourné au naturel, en deux de gueules au bélier d'argent et en trois d'argent au chêne en sinople ; en abîme : d'azur à trois lys d'or brisé d'un bâton péri de gueules, qui est de Bourbon, comte de Toulouse. »
La partie senestre évoque divers aspects actuels de la ville : le cerf représente le gibier de la forêt de Rambouillet, longtemps domaine de chasse royal puis national; le bélier fait référence au troupeau de mérinos de Rambouillet importé d'Espagne sous Louis XVI; le chêne symbolise la forêt de Rambouillet elle-même.
L'écusson central est le blason de Louis-Alexandre de Bourbon, comte de Toulouse, fils naturel légitimé de Louis XIV et de Madame de Montespan, qui acheta en 1706 le domaine et le château de Rambouillet où il est mort en 1737 (ce sont les armes de France chargées du bâton péri de gueules, symbole de bâtardise).
Historique: Le blason de Rambouillet, adopté en 1887, évoque l'histoire et différents aspects de la ville.
La partie dextre représente les armes (de sable au sautoir d'argent) des anciens seigneurs de Rambouillet, la famille d'Angennes, qui conserva le château pendant près de trois siècles.

L'histoire de Rambouillet inventorie, étudie et interprète l'ensemble des événements du passé liés à cette ville.

## Antiquité
La commune actuelle de Rambouillet est traversée par la voie Beauvais-Orléans qui entre dans la commune au carrefour de la Renardière (Bois de la Pommeraie), suit la route forestière du Coupe Gorge jusqu'au Rond-point de la Chasseuse. La traversée de la ville est incertaine jusqu'au lieu-dit La Pierrefite. Elle emprunte ensuite la D 936 et suit le tracé de la route nationale 10. Sept sites d'occupation antique ont été identifiés sur le territoire de la commune : les enceintes quadrilatérales du parc du Châtillon dans le bois de la Villeneuve (Ier-IIIe siècle) et le bois des Éveuses, un habitat antique sur la rive est de l'étang du Gruyer et dont les fondations ont été mises au jour lors du curage de l'étang en 1976, un établissement gallo-romain – sans-doute agricole – au Clos Batant et dont les traces ont été détruites lors de l'extension de la ZAC du Pâtis et de la Clairière en 1980, la « villa », datée des Ier et IIIe siècles, au lieu-dit « Le Pont de la Boissière » sur la commune du Perray-en-Yvelines et qui s’étend sur la commune de Rambouillet du côté oriental de la N 10, l'établissement agricole gallo-romain situé au Petit-Parc et enfin, au Pâtis, la découverte d'un fragment de meule antique et de céramique commune (IIIe siècle) indique une présence antique indéterminée.

## Moyen Âge

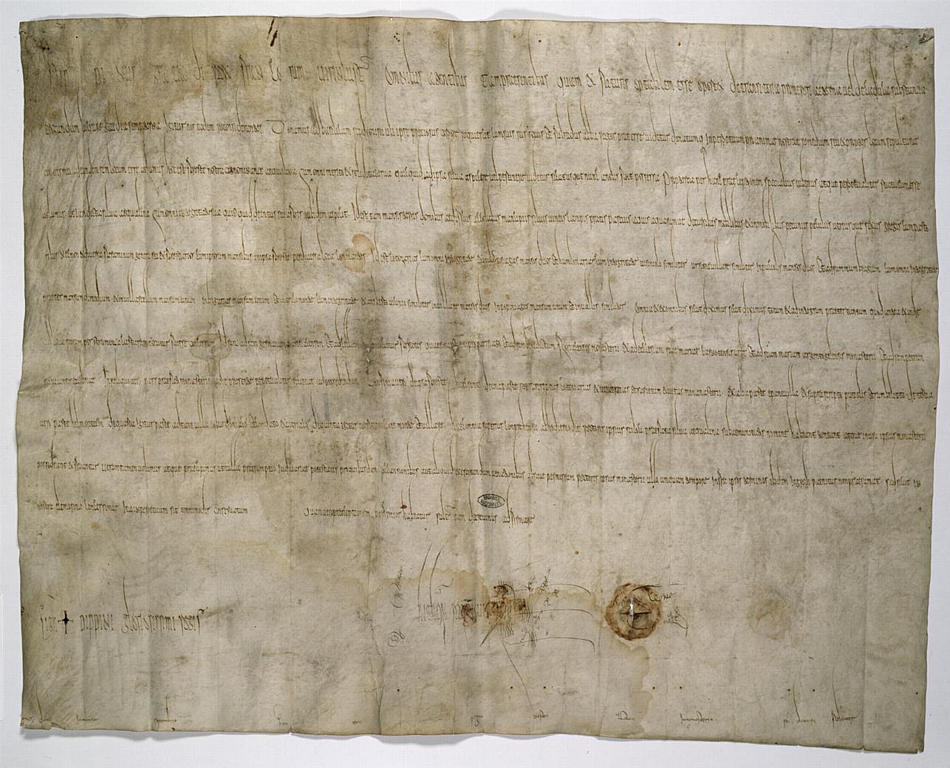
Donation de septembre 768

### Du fisc carolingien à l'abbaye de Saint Denis
La première mention de l'existence de Rambouillet remonte entre le 1er et le 23 septembre 768. Elle figure dans la donation de la « forêt Yveline » faite par Pépin le Bref, peu avant sa mort, à l'abbaye de Saint-Denis, où il expire. Dans cet acte, Rumbelitto est une des limites de la forêt Yveline (silva Aequalina). En décembre 774 Charlemagne en confirmant les donations de son père précise les délimitations de l'Yveline et, du côté de Rambouillet, qui n'est pas mentionné, les repousse, au sud, à Puits-Fondu (Putiolos) écart actuel de la commune de Gazeran et à l'habitat actuellement déserté de Chaumont (Calmontem) commune de Raizeux encore visible sur la carte des chasses de 1763. Pour autant ces chartes qui inscrivent Rambouillet dans la dépendance de l'abbaye de Saint-Denis n'ont pas été suivies d'effets durables. En effet Guillaume le Hainuyer ou de Hainaut, fait élever à la fin du Xe siècle ou au début du XIe siècle un donjon carré à Épernon et le premier donjon de Montfort. Ce dernier aurait obtenu une partie des biens d'Hugues de Beauvais, conseiller du roi Robert II, comte du palais et gruyer de l'Yveline en 987 par sa femme la « dame de Nogent ». Dès lors Rambouillet entre dans la mouvance des seigneurs de Montfort.

### Rambouillet sous les Montfort
Entre avril 1052 et juillet 1053, son fils, Amaury Ier de Montfort, donne, avec le prieuré de la Trinité de Seincourt (situé à Épernon) qu'il avait fondé, « tout ce qui en dépend » et notamment la casam ecclesie de Raimboleto, c'est-à-dire le presbytère de l'église de Rambouillet ainsi que les droits d'autel, – altare –, à l'abbaye de Marmoutier. Les droits d'autel désignant la nomination du curé et le revenu des messes. Simon Ier succéda à son père Amaury Ier. L'expédition menée en 1097-1098 par Guillaume le Roux roi d'Angleterre qui avait pour objectif le rattachement du Vexin français au duché de Normandie engendra un conflit entre les héritiers de Simon Ier. Le cadet Amaury III, futur comte d'Évreux, s'opposa à l'aîné, Simon II seigneur de Montfort et d'Épernon, qui restait fidèle au roi de France Philippe Ier et participa au siège de ces deux villes. Le pays fut ravagé. Rambouillet dépendant de la seigneurie de Montfort ne fut, sans doute, pas épargné.

Amaury III, frère de Simon II de Montfort, devint à la mort de ce dernier seigneur de Montfort et d'Épernon. Il hérita du comté d'Évreux en 1118 puis du comté de Rochefort à la suite de son mariage avec Agnès de Garlande  en 1120. Il mourut en 1137. Entre 1140 et 1147 Louis VII donnait aux religieuses de l'abbaye d'Yerres une charruée de terre à la Pommeraie. L'héritage d'Amaury III passa successivement à ses deux fils, Amaury IV et Simon III dit le Chauve. Le séjour de ce dernier à Rambouillet est établi par un acte qu'il signe avec sa femme, Mathilde. Il s'agit d'une donation que l'un et l'autre font en 1153 à la léproserie du Grand-Beaulieu, près de Chartres, de terres situées à Rambouillet même et à la Louvière. L'acte précise : 

« Que tous sachent, présents et à venir, que moi, Simon, comte d'Evreux, et Mathilde, ma femme, donnons à Dieu et à la Bienheureuse Marie, et aux pauvres infirmes de Beaulieu, une charruée de terre en aumône à Rambouillet (Rambuletum) et une maison (hebergamentum) à la Louvière (Lovaria)... »

Ils leur donnent également les droits d'usage que leur avait concédés le roi de France dans la forêt. Cet acte fut scellé dans l'«aula Rambuleti», c'est-à-dire la grande salle où se tenaient les plaids du manoir de Rambouillet, en l'année 1153. Après la disparition de Simon III ses deux fils se partagèrent sa succession. Amaury V devenait comte d'Evreux et Simon IV seigneur de Montfort et comte de Rochefort. Ce dernier épousait Amicie de Beaumont, sœur du comte de Leicester, dont elle devait hériter un jour.
Comte d'Évreux et seigneur de Montfort, Simon IV, en cas de guerre entre les deux rois dont il était vassal, pouvait, suivant le droit féodal, se déclarer pour l'un ou l'autre, mais à la condition de remettre à celui contre lequel il se déclarait, la garde, jusqu'à la paix, des fiefs qu'il tenait de lui. Il ne pouvait employer ni ses hommes de Montfort, ni ses hommes d'Évreux contre le roi d'Angleterre. En tout cas, au lieu de recevoir des garnisons françaises dans ses châteaux, il y reçut, au mois de novembre 1159, des garnisons anglaises. Celles-ci, partant de Montfort, d'Épernon et de Rochefort, poussèrent au loin des chevauchées rendant dangereuses les communications entre Paris et Étampes. Rambouillet dut souffrir de leur passage. Louis VII demanda une trêve depuis le mois de décembre 1159 jusqu'à la Pentecôte 1160. Au mois de mai, la paix se fit. Dans ce traité de paix signé entre Henri II, roi d'Angleterre, et Louis VII, ce dernier pardonnait à son vassal révolté. Il reçut de nouveau son hommage et reconnut ses droits sur la forêt Yveline et la garde du château royal de Saint-Léger:

« Le comte d'Évreux, Simon, est reçu à hommage et au service du roi de France pour ses hommes et ses châteaux ; ses châteaux seront tranquilles, comme les autres barons de France ont leurs châteaux tranquilles. Et le même comte d’Évreux aura tous ses droits sur la forêt Yveline (foresta Aquilinae), ainsi qu'ils lui furent assurés par les agents du roi de France et les siens propres,  Et si le comte réclame la garde du château de Saint-Léger, le Roi la lui accordera. »

Les droits sur la forêt Yveline étaient ceux de gruyer du roi. Un acte établi vers la Pentecôte 1160 précise ainsi :

« Le seigneur de Montfort est gruyer du roi, notre sire, dans la forêt Yveline (Aquilina) où il a telles coutumes : un fabricant de cercles et son aide pour l'usage de ses celliers sans pouvoir vendre ni donner, un cendrier et son aide pour le bois mort et l'herbe, ce cendrier a aussi le bois vert pour faire son charbon, un écueillier  pour son usage. Les âniers et les charbonniers de Poigny doivent enlever pour lui le bois mort du défends  des Moulineaux, et dans le village la paille pour ses chiens sans causer de dégâts. Un charron et son compagnon pour son usage sans pouvoir rien vendre ; un bûcheron pour le bois mort dans les défends, qui ne pourra faire ni bardeau ni latte ; l'herbe et son usage dans le défends et en dehors pour le besoin de ses maisons sans pouvoir rien vendre. Il a aussi dans la forêt le droit de chasse avec sa meute et tout autre moyen, sauf à la haie. Il a aussi un gruyer à cheval avec un garçon pour garder le cheval ; ce garçon ne peut arrêter, pour un délit, sans l'assistance du gruyer à pied, qui a de plus deux sergents à pied pour fouiller le bois. Le seigneur de Montfort a un sergent à pied et son suivant. Si un voleur est pris dans la forêt du seigneur de Montfort, il sera son justiciable ; (...). Le seigneur de Montfort a la garde du pasnage du roi, pour laquelle il reçoit cent livres, si on les trouve à Poigny (Pognias) ou à Rambouillet (Rambolhet), sinon il ne les a pas. Si du sang est répandu dans la forêt, la justice en appartient au seigneur de Montfort, auquel appartiennent aussi toutes les choses trouvées dans la forêt, de quelque nature qu'elles soient.
Aucun autre que les sergents du seigneur de Montfort ne peut recevoir les forfaitures dans l'étendue de la coutume ; (...). Si le seigneur de Montfort ou ses gens trouvent des porcs dans les défends, ils doivent les garder pendant un jour et non les tuer ; mais en recevoir l'amende si elle leur échoit. Le seigneur de Montfort, tant que le pasnage ne sera pas payé, ne pourra laisser entrer dans les défends d'autres porcs que les siens (...). 
De tout ce qui est dit ci-dessus, le seigneur de Montfort est homme lige du roi, ainsi que pour ses autres fiefs, et s'il y forfaisait il devrait l'amende au roi. »

À la mort de Simon IV, en 1181, ses états furent partagés. Simon, le second de ses fils, resta Français avec Montfort et Rochefort, Amicie, sa mère, se remaria à Guillaume des Barres. Elle était de nouveau veuve, lorsqu'elle hérita, en 1204, de Breteuil en Normandie, par la mort de son frère Robert, comte de Leicester. Philippe-Auguste, qui venait de conquérir la Normandie, cherchait à modifier l'état féodal de cette province. Il garda pour lui Breteuil et donna à Amicie, en échange, la châtellenie de Saint-Léger et la propriété de la forêt Yveline, dont les seigneurs de Montfort n'étaient jusqu'alors que gruyers. 

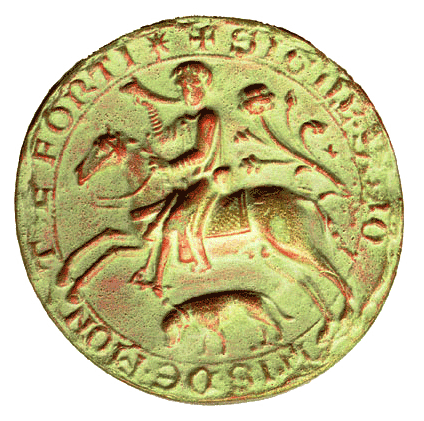
Sceau de Simon V de Montfort

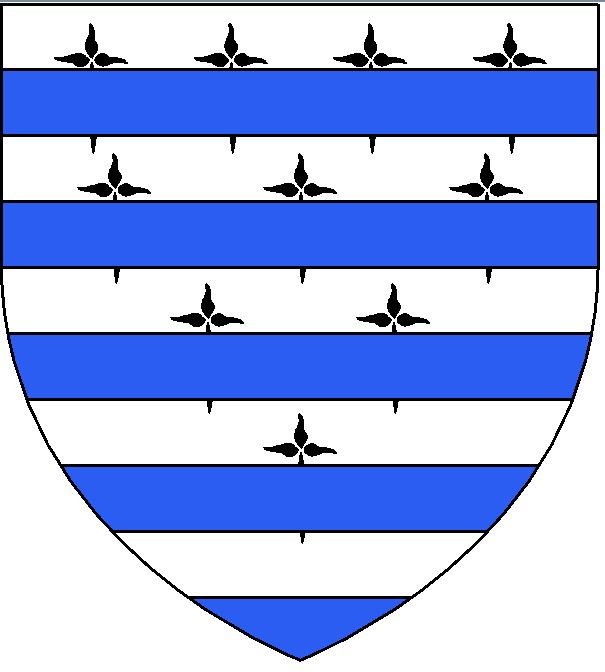
Blason Tesson

Simon V, surnommé le Macchabée, se trouva ainsi à la tête d'un grand domaine, grâce à l'héritage de sa mère, domaine comprenant notamment Montfort, Rochefort et la forêt Yveline. Il se maria en 1190 avec Alix de Montmorency, fille de Bouchard V, apparentée à la famille royale et sœur de Mathieu, futur connétable de France. Venu avec ce dernier en 1199 au tournoi d'Escry-sur-Aisne il se croisa à l'appel de Foulques de Neuilly, entraînant derrière lui de nombreux chevaliers. Il s'embarqua en 1202 mais, lorsque la croisade fut détournée de son but par les manœuvres affairistes des Vénitiens, il refusa d'y prendre part. Il n'ira pas piller Constantinople et regroupera ses partisans pour aller en Terre sainte. Au retour de cette croisade il ne s'était pas enrichi mais il en rapportait un morceau du bois de la Vraie Croix qu'il déposa à l'abbaye des Hautes Bruyères et qui se trouve aujourd'hui dans un reliquaire conservé dans l'église de Rambouillet. Alors que Simon avait repris la gestion de son domaine et qu'il se trouvait dans l'église de Rochefort, l'abbé Guy des Vaux de Cernay vint lui remettre une missive du duc de Bourgogne lui demandant de se joindre à  la croisade en terres Albigeoises. En 1209 Simon rejoignait l'ost des croisés devant Béziers. Après la capitulation de la cité une commission d'évêques et de chevaliers présidée par le légat du Saint-Siège désigna Simon comme chef de la croisade. Après une croisade qui, « au gré des saisons et des flots de quarantaine : reflux des troupes en automne, révoltes et vagues de terreur, flot montant printanier des contingents, et sillon de bûchers » et la bataille de Muret qui vit le triomphe de Simon, ce dernier est tué le 25 juin 1218 sous les remparts de Toulouse. Son fils aîné Amaury ne pouvant maintenir les conquêtes de son père, capitula le 14 janvier 1224  et cèda ses droits sur le comté de Toulouse et la terre d'Albigeois à Louis VIII roi de France en février 1224. À son retour dans ses terres d'Yveline il fit dresser un état complet des fiefs et des vassaux de son comté : le scriptum feodorum du Comté de Montfort . Ce relevé fut effectué sans doute entre mars 1224 et mars 1227. Il cite Guy de Foynard comme homme lige du comte qui assure auprès de ce dernier les maisons fortes de Grenonvilliers (Guernonvillier) et de l'étang, sans doute de Groussay. Il a également des droits coutumiers à la haye de Blairon, dans le défends de Houssay et dans la forêt. Il a pour vassaux Jean de Becheraulle pour Grenonvilliers et Goulet (lieu-dit d'Epernon) et Simon de Grenonvilliers.  Il cite également Philippe de Vieze comme seigneur (Domini)  tenant un fief à Rambouillet.  Il précise que le fils de Ferani de Rambeil tient un fief nommé Chevrel situé en la chaussée d'Épernon et qu'il doit la garde au château du même lieu. Enfin il y est notifié que les hommes de Rambouillet (Ramboulleto) et Joscelinus de Guernonvillier doivent la corvée de fossé à ce même château. En ce XIIIe siècle le terroir de Rambouillet avec son manoir au milieu des marais, ses deux maisons fortes, ses fiefs et ses habitants dépendait de la Châtellenie d'Épernon et connaissait plusieurs défrichements. Ceux de la haie de Blairon entrepris vers 1210 donnèrent lieu à des contestations relatives aux dîmes novales  entre les abbayes de Marmoutier de laquelle dépendait le prieuré Saint-Thomas d'Épernon (anciennement de la Trinité de Seincourt), de Saint-Magloire et Onfroy curé de Rambouillet. Ces procès se conclurent par un accord en 1230 entre les abbayes de Marmoutier et de Saint-Magloire, puis en 1240 entre Onfroy et Saint-Magloire. L'abbaye de Marmoutier et Onfroy recevraient chacun la moitié des dîmes et ce dernier reversait une rente annuelle de 6 muids moitié blé moitié avoine à l'abbaye de Saint-Magloire. Avant  de partir en croisade Amaury assignait, en juin 1239, deux cents livres de rente à Raoul Tesson « sur sa terre de Rambouillet » en raison de son mariage avec sa nièce Peronnelle de Bigorre. Il mourait à Otrante en 1241. Jean, son fils aîné hérita du comté de Montfort. Il épousa Jeanne de Châteaudun en mars 1248. La même année, partant en croisade, il accordait à son cousin Raoul seigneur de la Roche-Tesson le droit de prendre «le bois en sa forêt d'Yveline proche sa maison de Rambouillet ». Il mourut en 1249 laissant une unique héritière : Béatrix de Montfort.  Dans le cadre de cette succession les deux sœurs de Jean, Marguerite et Lore, pour assurer leurs droits  précisèrent dans un acte établi vers 1249-1250 les limites de chacune des châtellenies qui composaient le comté de Montfort. Dans cet acte Rambouillet se trouve à la limite des châtellenies de Saint-Léger et de Rochefort de laquelle ressortent Blairon, la forêt verte et la Pommeraie. Vers 1250 la paroisse Saint-Lubin de Rambouillet (Ramboilletum) qui est dans le doyenné d'Épernon  compte 150 paroissiens,.  En 1267 Béatrix de Montfort épousait en premières noces Robert IV comte de Dreux. Ce dernier mourut en 1282 et sa veuve reçut le 9 mars 1283 les hommages de ses vassaux du comté de Montfort. Parmi ceux-ci figure Guillaume Tesson vraisemblablement fils de Raoul Tesson et qui rend sans doute hommage pour Rambouillet.

### Naissance de la seigneurie de Rambouillet
Ce dernier acte marque la naissance de la seigneurie de Rambouillet. À la suite du décès de Béatrix de Montfort ses deux filles, Yolande duchesse de Bretagne et Jeanne comtesse de Roussy, se partagèrent le comté de Montfort. Cet acte du 27 mai 1317 nous indique notamment que la part de Jeanne comprend les fiefs du seigneur de Rambouillet, de Montorgueil (situé au niveau de l'actuelle bergerie nationale), de Groussay et de Grenonvilliers, qui furent de la châtellenie de Montfort ainsi que les fiefs de la Villeneuve de Blairon (une partie de la Villeneuve) et du Pâtis qui furent de la châtellenie de Saint-Léger. En février 1344 Jacques Boileau clerc donne au prieuré d'Épernon une grange à dîmes située en face du cimetière de l'église de Rambouillet. Ainsi derrière l'église et le presbytère l'on note le premier cimetière de Rambouillet et, en face de celui-ci une grange à dîmes. À partir de 1348 la peste noire fait son apparition et sévit pendant dix-huit mois environ puis il y eut les mauvaises récoltes de 1360 et une seconde épidémie de peste de juillet à octobre 1363. Mais l'année la plus tragique fut l'année 1358 particulièrement marquée par le ravage des compagnies qui s'emparèrent d'Épernon d'où elles partirent ensuite rançonner l'ouest et le sud-ouest de l'Île-de-France. Rambouillet dû être singulièrement éprouvé.       

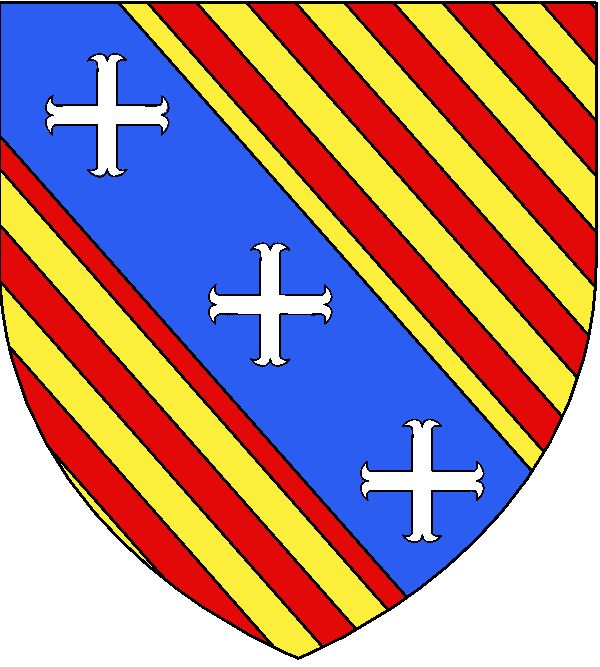
Blason de Jehan Bernier.

Devant deux notaires du châtelet le 6 mai 1368, « noble homme Monseigneur Girart de Tournebu, chevalier seigneur d’Auvilliers procureur de noble dame Madame Jehanne de Breucourt, sa femme,(...) transporte pour perpétuelle et irrévocable vente, (...) à noble homme Monseigneur Jehan Bernier, chevalier, conseiller et maistre des requestes de l’ostel du Roy, (...) les possessions qui s’en suivent que ledit vendeur avoit, tenoit, (...) du propre héritage de Madame Jehanne sa femme assis en la ville et au terrouer de Ramboillet ez Conté de Montfort, Premièrement un hébergement et manoir tel qu’il est avec les appartenances, séant audit lieu de Ramboillet, la seigneurie sur tous les hostels et subger d’icelle ville, excepté les hostels de Monsieur Simon  les hostels du sire de la Motte, et les hostels Colin de grossay, (...) un four bannier (...) Item trois arpens de pré ; Item les menus cens qui souloient valoir quinze livres par an (...)  Item le paage de Ramboillet (...) et de Hautebruière et toute la justice (...) Item les champars d’environ ladite ville (...) Item l’étang Tesson (...) Item le bois des Roziers (...) Item le bois de fosse Bérard (...) Item le bois appellé le Buisson (...) Item le bois appelé Chatillon et les Brulais (...) Item une pièce de bois appelée Penoncel, (...) ; item le bois appellé le Chesne Botru (...) Item usages ez bois de la dite dame de Roucy pour clore, pour ardoir, (...) pièges pour les bestes dudit seigneur de Rambouillet ; Item garenne en tous lesdis bois toutes bestes, oiseaux et autres choses quelconques que garenne doit avoir. »
Comme le souligne Jacques Maillard, nous ne sommes plus avec Jean Bernier avec un seigneur ou un homme qui souhaite le devenir. Nous avons en lui un « noble homme », riche et en possession de plusieurs charges significatives. Son acquisition est simplement l'achat d'un « manoir », à proximité de Paris et dans des conditions avantageuses. Jean Bernier obéissait à la mode des riches parisiens du XIVe siècle pour les « maisons de campagne ». Au lieu de se ruiner à acquérir des terres et à construire il profitait du désir des Tournebu de se défaire d'un manoir sans doute peu entretenu et d'un village dont les droits et bénéfices étaient de peu de rapport. Il acquit le manoir, les droits sur le village et 880 arpents de bois « pour sept cens livres tournois bonne et forte monnoie courante (...) en sept cens frans d’or du coing du Roy nostre seigneur », le marché était excellent.
Jehan Bernier devenu seigneur de Rambouillet et « souverain informateur des Eaux et Forêts du Royaume » transforme le manoir en château. Son fils Guillaume lui succède. Il n'éprouve aucun attrait pour cette résidence et l'échange avec Regnault d'Angennes contre « l’Ostel de Bouzonval en la paroisse de Rueil en Parisis avec six arpens et demi de vigne » et « le moulin de la Croyère au bout de la ville de Bugival (...) et pour ce que ledit hostel et ledit  moulin ne valent tant comme ledit chastel de Ramboillet » trois mille francs d'or le 12 mars 1385. Cette différence de prix permet d'apprécier l'importance des travaux effectués par Jehan Bernier entre 1368 et 1385.

### Regnault d'Angennes ou le développement de la seigneurie de Rambouillet

Blason d'Angennes

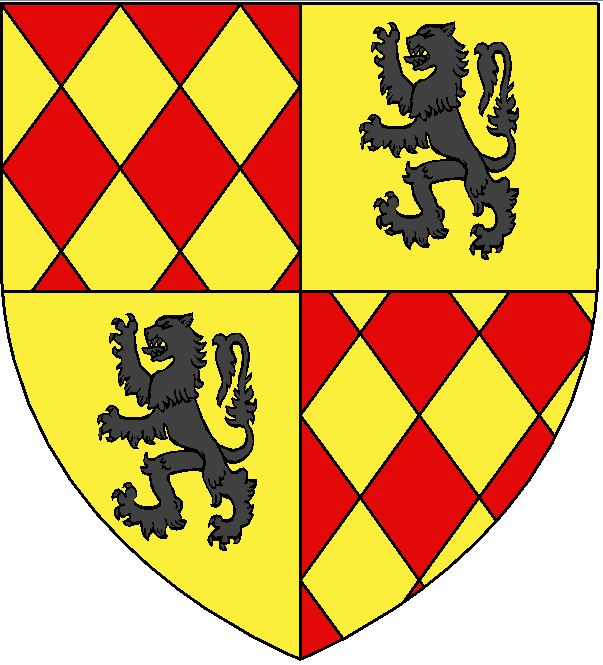
Blason Jean de Craon

Regnault d'Angennes avait un but fort différent de Jehan Bernier. Seigneur ambitieux il voulait se constituer un grand domaine. En possession de la seigneurie de Rambouillet il acquiert en 1389 les fiefs de la Bruyère (dans l'actuel parc du château entre l'île des roches et Gazeran), d'Ymer et de Betonsart (actuelle commune de Gazeran), Grenonvilliers en 1392, l'hôtel de Montorgueil en 1395 et Groussay entre 1385 et 1398. Mais il doit rendre un hommage et un dénombrement séparés pour chacun de ces fiefs qui ne forment pas encore un ensemble. Quant à la seigneurie de Rambouillet elle dépendait encore de la seigneurie des Essarts dont Jean de Craon était le seigneur. Aussi dans son hommage et dénombrement rendu le 6 juin 1399 pour la seigneurie de Rambouillet, Regnault d'Angennes décrit ainsi cette dernière : « un hostel fort clos de fossés (...) contenant un arpent de terre (...)  assis au bout de la ville de Rambouillet, devant ledit hostel une bassecourt en laquelle a une grange, deux cours d'estable et un portail (...), une cohue pour tenir les plaids et les assises en laquelle sont les prisons dudit lieu de Rambouillet (...)  au-dessous de ladite bassecourt un jardin contenant deux quartiers (...)  au-dessus dudit jardin une cave et une galerie couverte de tuille, au-dessous dudit jardin un servoir à poisson clos de bois (...) au-dessus desdits servoirs un quartier de pré (...) lequel doit estre fené à corvée par les hostes et habitans dudit lieu de Rambouillet, (...) de l'autre par dudit hostel un jardin avec les allées à aller autour dudit hostel (...) au-dessous dudit hostel un estang appellé l'estang de Rambouillet contenant cent arpens (..) et garenne par tout ledit estang et s'il avient par aucune fortuite que l'eaue grève la chaussée dudit estang tous les hostes et justiciables dudit lieu de Rambouillet sont tenus de venir au secours de ladite chaussée si tost comme le cry a esté fait (...) au-dessous dudit estang un moulin bannier (...)   un arpent et demy de terre assis auprès du cimetière de Rambouillet jouxte le chemin par où l'on va à la Louver (...) un arpent (...) assis sur la carrière (...) un clos de vignes contenant cinq quartiers jouxte le chemin par où on va dudit lieu de Rambouillet à Garnonvillier (...) un four bannier à tous les manans (...) un moulin à vent et un moulin à chevaux (...) assis au-dessus de ladite ville de Rambouillet, (...) un fournel à chaux (...) assis auprès de ladite vigne (...)  » suivent le détail des 1 100  arpents de bois en huit pièces, l'acte poursuit « la garenne dudit lieu de Rambouillet (...) jouxte les bois de la louve d'une part et les terres d'emprès le cimetière »

## XVIesiècle
Le roi François Ier, meurt d’une septicémie le 31 mars 1547 au château de Rambouillet, alors qu'il était déjà malade depuis plusieurs mois, il se mit en route en direction de Montfort. Son état s'aggrava fortement et il s'arrêta au château de Rambouillet où il mourut.[réf. incomplète]

## Révolution française et Empire
Au 1er mai 1763, la population communale – bourg et hameaux environnants – s'élève à 2 227 personnes, d'après un recensement ordonné par le duc de Penthièvre.
Le 29 décembre 1783, le roi Louis XVI achète le domaine de Rambouillet pour 16 millions de livres, acquisition à laquelle il songe depuis quelque temps déjà. Il nomme le comte d'Angiviller gouverneur et administrateur général du domaine de Rambouillet. En 1785, il fait construire pour la reine Marie-Antoinette une laiterie dans le parc. En 1786, démarre la construction du bâtiment destiné à servir de siège au Bailliage de Rambouillet par l'architecte Jacques-Jean Thévenin. En 1809, l'empereur Napoléon Ier en fit don aux habitans de la ville. Une plaque gravée, apposée sur la façade du bâtiment, l'Hôtel de Ville, atteste de ce don.

## Époque contemporaine
Sous Louis Napoléon Bonaparte, le chemin de fer relie Rambouillet à la capitale en 1849 et permet un développement rapide de la ville. Sa démographie évolue promptement durant tout le XIXe siècle.
Le château de Rambouillet fut le siège de plusieurs rencontres internationales, dont un sommet économique et monétaire initiateur du G6 (États-Unis, Grande-Bretagne, Italie, Japon, Allemagne fédérale et France) en 1975. La Conférence de Rambouillet, cycle de négociations entre les indépendantistes kosovars de l'UÇK et la Serbie, sous l'égide de l'OTAN s'est tenue entre janvier et mars 1999 au Château de Rambouillet. L'ancien domaine de chasse présidentiel a accueilli nombre de personnalités de la politique, de la finance, de l'industrie, ainsi que des membres de familles régnantes, tels le duc d'Édimbourg, le prince Rainier de Monaco, et des hommes d'État, entre autres, Mouammar Kadhafi qui y a effectué une partie de chasse, le 14 décembre 2007.